# William Lutley Sclater
William Lutley Sclater (23 september 1863 – Londen, Verenigd Koninkrijk, 4 juli 1944) was een Brits ornitholoog en museumconservator en de zoon van Philip Lutley Sclater.

## Biografie
Sclater jr. studeerde aan het Keble College van de Universiteit van Oxford. In 1885 haalde hij daar zijn graad als Master of Science en vervolgens kreeg hij een baantje bij Professor Adam Sedgwick in Cambridge. In die periode reisde hij naar Brits-Guiana en schreef daarover in 1887 zijn eerste artikel in het door zijn vader opgericht ornithologische vaktijdschrift Ibis.
In 1887 kreeg hij een baan aan het Indiase Natuurhistorische Museum in Calcutta. In 1891 keerde hij terug naar Engeland voor aan baan aan het Eton College waar hij bijdroeg aan het opbouwen van een natuurhistorische collectie. Hij ontmoette daar zijn toekomstige vrouw Charlotte Mellen Stephenson. Zij had twee zoons uit een eerder huwelijk. Zij trouwden in 1896. 
Kort daarna ging hij naar Zuid-Afrika waar hij conservator werd aan het Iziko South African Museum (huidige naam). Hij nam in 1906 ontslag na onenigheid met het bestuur. Daarna reisde hij uitgebreid met zijn echtgenote dwars door Afrika naar Egypte.
Zij reisden via Caïro terug naar Engeland. In datzelfde jaar kreeg hij via de zwager van zijn vrouw een baan in de Verenigde Staten als docent aan het Colorado College (een Liberal arts college). Drie jaar later (in 1909) keerde hij terug naar Engeland waar hij als conservator werd benoemd van de afdeling vogels van het Natural History Museum in Londen. In de Eerste Wereldoorlog verloor het echtpaar beide (stief-)kinderen aan het front. Van 1919 tot 1920 reisde hij met zijn vrouw rond de wereld. In 1942 stierf zijn vrouw als gevolg van verwondingen door een bombardement van de nazi's op London. In 1944 werd zijn huis getroffen door een V1. Sclater overleed twee dagen daarna in het hospitaal.

## Nalatenschap
Gedurende zijn verblijf in Zuid-Afrika schreef hij boeken over de flora en fauna van verschillende delen van Afrika. Hij schreef tientallen artikelen in Ibis en het Bulletin of the British Ornithologists’ Club. Terug in Londen was hij tussen 1913 en 1930 redacteur van het tijdschrift Ibis. Tussen 1921 en 1937 was hij voorzitter van de British Ornithologists' Union en van 1928 tot 1933 was hij secretaris van de Royal Geographical Society.
Sclater beschreef 13 soorten vogels die anno 2013 op de IOC World Bird List staan (en vier geslachten en 46 ondersoorten) waaronder Sclaters bosvalk (Micrastur plumbeus), Filipijnse wespendief (Pernis steerei), kinabaluslangenarend (Spilornis kinabaluensis) en amanihoningzuiger (Hedydipna pallidigaster).
- CiNii: DA15971422
- Gemeinsame Normdatei: 1089888147
- International Standard Name Identifier: 0000 0003 6325 1950
- Library of Congress Control Number: n88175835
- Nationale Bibliotheek van Israël: 987007325907605171
- Nederlandse Thesaurus van Auteursnamen: 24031249X
- SNAC: w6133fs0
- Système universitaire de documentation: 220430624
- Virtual International Authority File: 226827299
- WorldCat: E39PBJcWtYbY97wcTK3vtPPvpP